# Matthias Hattenberger
Matthias Hattenberger (Monaco di Baviera, 30 novembre 1978) è un ex calciatore austriaco, di ruolo centrocampista.